# Première bataille de Ream's Station
Guerre de Sécession
Batailles
Campagne de Richmond-Petersburg
- 1re Petersburg
- 2e Petersburg
- Jerusalem Plank Road
- Raid de Wilson–Kautz
- Stauton River Bridge
- Sappony Church
- 1re Ream's Station
- 1re Deep Bottom
- Cratère
- 2e Deep Bottom
- Globe Tavern
- 2e Ream's Station
- Raid de Beefsteak
- Chaffin's Farm
- Peebles' Farm
- Vaughan Road
- Darbytown & New Market Roads
- Darbytown Road
- Fair Oaks & Darbytown Road
- Boydton Plank Road
- Bataille de Trent's Reach
- Hatcher's Run
- Fort Stedman

La première bataille de Ream's Station a eu lieu le 29 juin 1864, lors du raid de Wilson-Kautz de la guerre de Sécession. Les forces confédérées sous les ordres du major général William Mahone et du major général Fitzhugh Lee défont la cavalerie de l'Union qui font un raids conte les chemins de fer au sud de Petersburg, en Virginie.

## Contexte
En juin 1864, une division de l'Union, sous le commandement du brigadier général August V. Kautz part dans le sud de la Virginie où elle commence à détruire des sections du chemins de fer de Wilmington et Weldon dans le cadre de la campagne de Richmond-Petersburg. Le 29 juin, la division atteint Ream's Station au sud de Petersburg sur le chemin de fer de Weldon, qui est censé être tenu par l'infanterie de l'Union. Au lieu de cela, Kautz trouve la route barrée par la division d'infanterie confédérées de Mahone. La division de Wilson , combattant contre les éléments de la cavalerie du major général W. H. F. "Rooney" Lee, rejoint celle de Kautz, près de Ream's Station, où ils sont pratiquement encerclés.

## Bataille

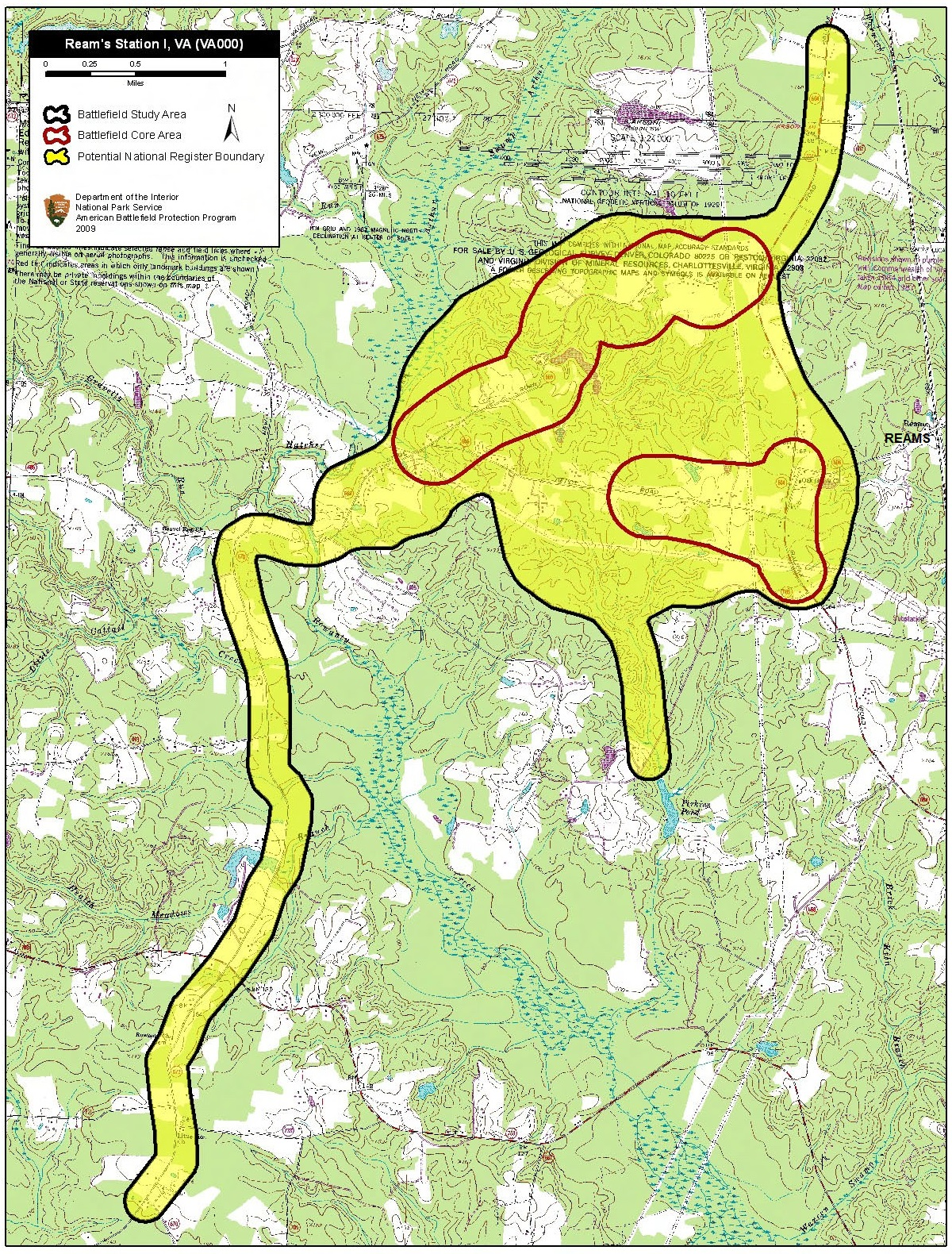
Carte du champ de bataille de Ream's Station et des zones d'étude par le programme de protection des champs de bataille américains.

Vers midi, Mahone mène l'infanterie confédérée contre le front l'Union pendant que la cavalerie sous Fitzhugh Lee attaque le flanc gauche de l'Union. L'assaut violent divise les forces de l'Union. Wilson et Kautz sont contraints de se retirer rapidement, brûlant leurs chariots de ravitaillement, et abandonnant leur artillerie.
Séparés par les attaques confédérées, Wilson et ses hommes se frayent un chemin et retraitent au sud-ouest sur la Stage Road pour traverser la rivière Nottoway, tandis que Kautz se dirige vers le sud et l'est pour atteindre les lignes fédéréales à Petersburg dans l'obscurité. Wilson continue vers l'est jusqu'à la rivière Blackwater, avant de tourner au nord, pour finalement atteindre les lignes de l'Union à Light House Point, le 2 juillet. Le raid de Wilson-Kautz a arraché plus de 60 milles (97 km) de voie, perturbant temporairement le trafic ferroviaire vers Petersburg, mais à un coût élevé en hommes et en montures.

## Préservation du champ de bataille
Le Civil War Trust (une division de l'American Battlefield Trust) et ses partenaires ont acquis et conservé 183 acres (74,1 ha) des terrains de la bataille à la Ream's Station.